# Ускорение (фильм, 2024)
«Ускорение» (англ. Slingshot) — научно-фантастический художественный фильм режиссёра Микаэля Хофстрёма по сценарию Р. Скотта Адамса и Натана Паркера, вышедший в 2024 году. Главные роли в фильме исполнили Кейси Аффлек, Лоуренс Фишберн и Эмили Бичем. В российский прокат фильм вышел 5 сентября.

## Сюжет
Группа астронавтов отправляется в смертельно опасную миссию к спутнику Сатурна Титану и пытается сохранить контроль над реальностью. По мере развития сюжета откроются некоторые шокирующие тайны.

## В ролях
- Кейси Аффлек — Джон
- Лоуренс Фишберн — Фрэнкс, капитан
- Эмили Бичем — Зои
- Томер Капон — Нэш
- Дэвид Моррисси — Нэпьер

## Производство
23 ноября 2021 года стало известно, что Микаэль Хофстрем станет режиссёром фильма по сценарию Р. Скотта Адамса и Натана Паркера. Производством фильма займётся компания Bluestone Entertainment. Художником-постановщиком выступил Барри Чусид, а оператором — Пяр М Экберг. Наряду с анонсом фильма, стали известны исполнители главных ролей: Кейси Аффлек, Лоуренс Фишберн, Эмили Бичем, Томер Капон и Дэвид Моррисси.
Съёмки фильма начались 1 декабря 2021 года в Будапеште на студии Korda Studios и других площадках. Композитором фильма стал Лорн Балф, написавший музыку к предыдущему фильму Хофстрёма «Смертельная зона».

## Выход
В феврале 2024 года компания Bleecker Street приобрела права на распространение фильма в США.
Фильм был выпущен в США 30 августа 2024 года, открывая собой четырёхдневные выходные, посвящённые Дню труда.

## Восприятие
На сайте Rotten Tomatoes фильм имеет рейтинг 38 % основанный на 60 отзывах, со средней оценкой 5.3/10.
Критик Film.ru Гульназ Давлетшина дала фильму 6 баллов из 10. По её мнению, «„Ускорение“ найдет своего зрителя: перед нами стандартный триллер, в котором есть и клаустрофобное пространство, и витающая в воздухе опасность, и тревожный финал — иначе говоря, ключевые ингредиенты, чтобы пощекотать себе нервы после рабочего дня. Да, картина не достигает космических высот и не хватает звёзд с неба, но, кажется, это никак не помешает ей в конечном счёте утолить зрительскую жажду по мрачным и тревожным сай-фаям».